# Albsfelde
Albsfelde là một đô thị thuộc huyện Lauenburg, trong bang Schleswig-Holstein, nước Đức. Đô thị Albsfelde có diện tích 4,18 km², dân số thời điểm 31 tháng 12 năm 2006 là 54 người.